# Sześciopensówka (moneta brytyjska)
Sześć pensów, potocznie sześciopensówka – moneta o wartości 6 pensów lub 1/40 funta szterlinga używana w Wielkiej Brytanii a wcześniej w Anglii od 1551 do decymalizacji w 1971 roku, a potem jako 2,5 nowego pensa do 1980. W latach 1551–1946 była bita ze srebra a od 1947 do 1970 z miedzioniklu. 

## Historia

### Współczesne sześciopensówki
Od 2016 bite są ponownie jako pamiątki/prezenty z okazji Bożego Narodzenia. Nowe sześciopensówki ważą więcej niż  oryginalne (oryginał waży 2,83 g natomiast nowe ważą 3,35 g) i wykonane są ze srebra próby 925.

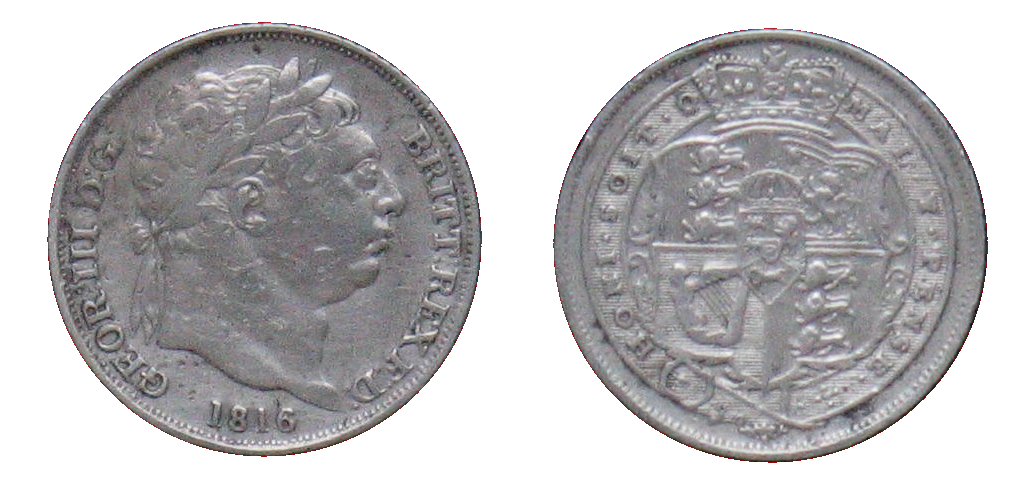
Sześciopensówka Jerzego III Hanowerskiego z 1816 roku

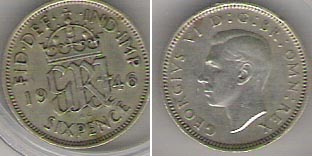
Ostatni rocznik (1946) srebrnej sześciopensówki przed decymalizacją.